# Demonio de Dover
El Demonio de Dover es una supuesta criatura pseudocríptida perteneciente a la cultura popular estadounidense.
Se le describe como un monstruoso ser enano, con aspecto humanoide aunque de piel grisácea, cabeza gigante, largos dedos, ojos amarillos o verdes y sin boca, nariz u oídos visibles. Sin embargo, en el último avistamiento se lo describrió como un ser con ojos anaranjados y cuadrúpedo. Fue investigado por criptozoólogos y ufólogos por primera vez tras supuestamente ser visto por seis jóvenes entre el 21 y el 22 de abril de 1972 en la localidad de Dover, Massachusetts.
El Demonio de Dover atrajo la atención de todo el mundo y se comparó con historias como la de Bigfoot y la del monstruo del lago Ness.
Algunos sugirieron que la criatura pudo haber sido un potro o un becerro de alce. La policía le dijo a Associated Press que las criaturas reportadas por los adolescentes «probablemente no eran más que un bulo de vacaciones escolares».